# Аскарид, Ариан
Ариа́н Аскари́д (фр. Ariane Ascaride; род. 10 октября 1954, Марсель) — французская актриса театра, кино и телевидения, обладательница премии «Сезар» и ещё двух других кинонаград.

## Биография
Ариан Аскарид родилась 10 октября 1954 года в Марселе. Изучала социологию в университете города Экс-ан-Прованс, там стала членом Национального союза французских студентов и познакомилась с будущим мужем — режиссёром, актёром, продюсером и сценаристом Робертом Гедигяном; с 1980 года снимается во всех его фильмах. До 1979 года обучалась в Высшей национальной консерватории драматического искусства у Антуана Витеза и Марселя Блюваля.
Брат — Пьер Аскарид, актёр, сценарист, режиссёр и один из изобретателей домашнего кинотеатра.
В кино начала сниматься в возрасте 22 лет, в 2006 году единственный раз выступила как сценарист («Путешествие в Армению»), в 2010 году — как режиссёр (один эпизод сериала «Истории жизней»).
Член пацифистской организации фр. Coordination pour l'éducation à la non-violence et à la paix.

## Награды и номинации

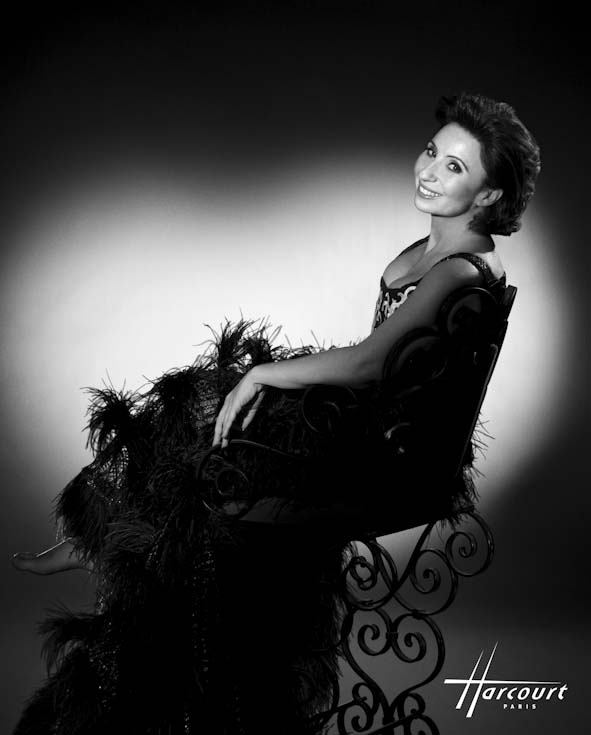
Профессиональная фотосессия, 2008 год

- 1998 — Сезар в номинации «Лучшая актриса» за роль в фильме «Мариус и Жанет» — победа.
- 1999 — награда имени Святого Георгия (Испания) в номинации «Лучшая иностранная актриса» за роль в фильме «Мариус и Жанет».
- 2000 — Международный кинофестиваль в Вальядолиде (Испания) — «Лучшая актриса» за роль в фильме «В городе всё спокойно» — победа (единогласно)
- 2001 — European Film Awards — «Лучшая актриса» за роль в фильме «В городе всё спокойно» — номинация.
- 2002 — European Film Awards — Приз зрительских симпатий за роль в фильме «Мари-Жо и две её любви» — номинация.
- 2003 — Сезар в номинации «Лучшая актриса» за роль в фильме «Мари-Жо и две её любви» — номинация.
- 2005 — Сезар в номинации «Лучшая актриса второго плана» за роль в фильме «Вышивальщицы» — номинация.
- 2006 — Римский кинофестиваль, приз в категории «Лучшая женская роль» за роль в фильме «Путешествие в Армению» — победа.
- 2012 — Сезар в номинации «Лучшая актриса» за роль в фильме «Снега Килиманджаро» — номинация.
- 2015 — Командор Ордена Искусств и литературы.
- 2019 — 76-й Венецианский кинофестиваль: Кубок Вольпи за лучшую женскую роль за роль в фильме «Молитва во имя Бога[фр.]» — победа.

## Избранная фильмография

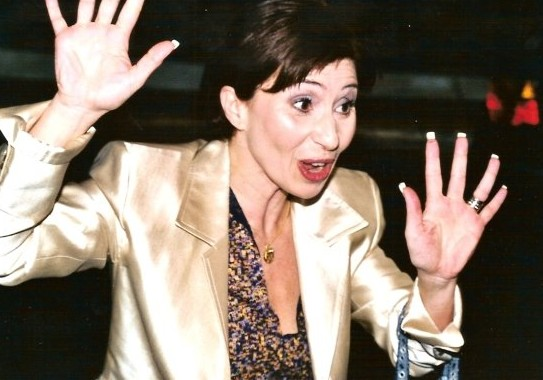
На Каннском кинофестивале-2001

- 1977 — Торжественное причастие / фр. La Communion solennelle — Пальмира
- 1997 — Мариус и Жаннетт / Marius et Jeannette — Жаннетт
- 1998 — Вместо сердца / фр. À la place du cœur — Марианна Паше
- 1999 — Надя и гиппопотамы / фр. Nadia et les Hippopotames — Надя
- 1999 — Дурные знакомства / Mauvaises Fréquentations — Мать Оливия
- 2000 — Вперёд! / фр. À l'attaque ! — Лола
- 2000 — Приключения Феликса / Drôle de Félix — Изабель
- 2000 — В городе всё спокойно / фр. La ville est tranquille — Мишель
- 2002 — Мари-Жо и две её любви / фр. Marie-Jo et ses deux amours — Мари-Жо
- 2002 — Моя жизнь на льду / Ma vraie vie à Rouen — Каролина
- 2004 — Вышивальщицы / фр. Brodeuses — мадам Меликян
- 2006 — Путешествие в Армению / фр. Le voyage en Arménie — Анна
- 2008 — Леди Джейн / Lady Jane — Мюриэль
- 2009 — Армия преступников / фр. L'Armée du crime — мадам Элек
- 2011 — Снега Килиманджаро / Les Neiges du Kilimandjaro — Мари-Клэр
- 2011 — Искусство любить / L’Art d’aimer — Эммануэль
- 2011 — Нежность / La Délicatesse — мать Натали
- 2015 — История сумасшедшего / Une histoire de fou — Ануш Александрян
- 2017 — Вилла / La Villa — Анжель Барберини
- 2018 — Щекотка / Les Chatouilles — мадам Малек
- 2019 — Молитва во имя Бога[фр.] / Gloria Mundi — Сильвия